# أندري شعبانوف
أندري شعبانوف (بالروسية: Шабанов, Андрей Васильевич)‏ هو لاعب كرة قدم روسي في مركز الهجوم، ولد في 29 أكتوبر 1976 في يكاترينبورغ في روسيا. لعب مع أورال يكاترينبورغ.